# Пранаука
Пранаука (Преднаука) — начальный этап становления научного знания в рамках цивилизаций Древнего Востока. Иногда начало пранауки отодвигается в первобытное общество. Пранаука сформировалась в рамках школ жрецов, которые аккумулировали социально-полезные знания в области астрономии (неразличимой от астрологии), математики (неразличимой от нумерологии), архитектуры, медицины и алхимии. Систематизация знания шла вокруг решения практических задач.
В русскоязычной научной и учебной литературе преднаука обособляется от протонауки, под которой понимается античный этап формирования науки.